# Wuhsha al-dallala
Wuḥsha al-Dallāla (en hébreu : אל-וּחשה אל-דלאלה) ou Karīma bint Ammar (nom de naissance), née à Alexandrie au xie siècle, est une entrepreneuse et courtière judéo-égyptienne du xie – xiie siècles. Elle est active plus particulièrement à Fustat - le Vieux-Caire actuel et capitale jusqu'en 1168. Wuḥsha est vraisemblablement un titre honorifique tandis que le surnom « al-dallāla » décrit simplement son occupation - celle-ci étant de courtière.
Le documentation attestant de son existence et de ses activités n'est que parcellaire. Elle apparait dans plusieurs sources manuscrites issues du Guéniza du Ciare. Cela comprend à la fois des documents judiciaires mais aussi des compte-rendu de ses activités commerciales.
Elle dénote pour l'importante liberté personnelle à la fois dans sa vie et la gestion de ses entreprises financières. Elle laisse derrière elle une fortune considérable qu'elle lègue en partie à ses descendants mais aussi en don pour les synagogues cairotes. Bien que son indépendance et son patrimoine personnel lui ont assuré une influence certaine, elle a aussi été sujette aux réprobations des autorités religieuses.

## Sources

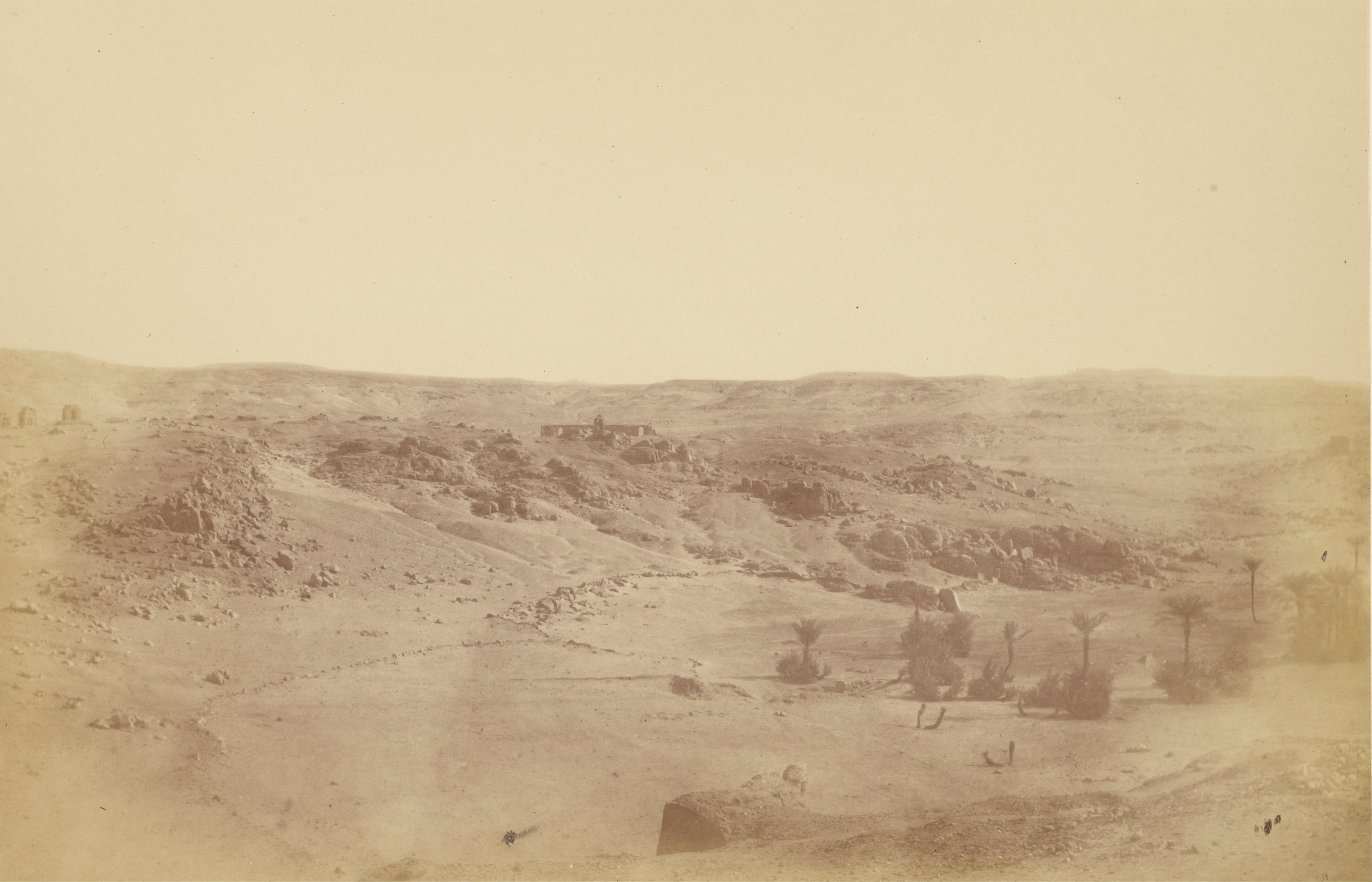
Vue d'ensemble des ruines de Fustat en 1865, une trentaine d'années avant la découverte du fonds du guéniza par Solomon Schechter. Photographie prise par Théodule Charles Devéria, un égyptologue français.

L'existence de Wuhsha est mentionnée dans plusieurs documents issu du Guéniza du Caire - un dépôt de 200 000 à 400 000 manuscrits juifs allant du ixe au xixe siècle,. Le premier est un document juridique relatant un jugement du 19 avril 1098 par la cour rabbinique (Beth Din) de Fustat conservé dans la collection Taylor-Schechter du Guéniza depuis 1898 à l'université de Cambridge à la cote T-S 10J7.10,,. Elle est également mentionnée dans un autre document - sans datation précise : un compte-rendu présentant une liste de donateurs de la communauté juive de Fustat. Ce document appartient à la même collection et est enregistré à la cote T-S Misc. 8.102.

## Éléments biographiques

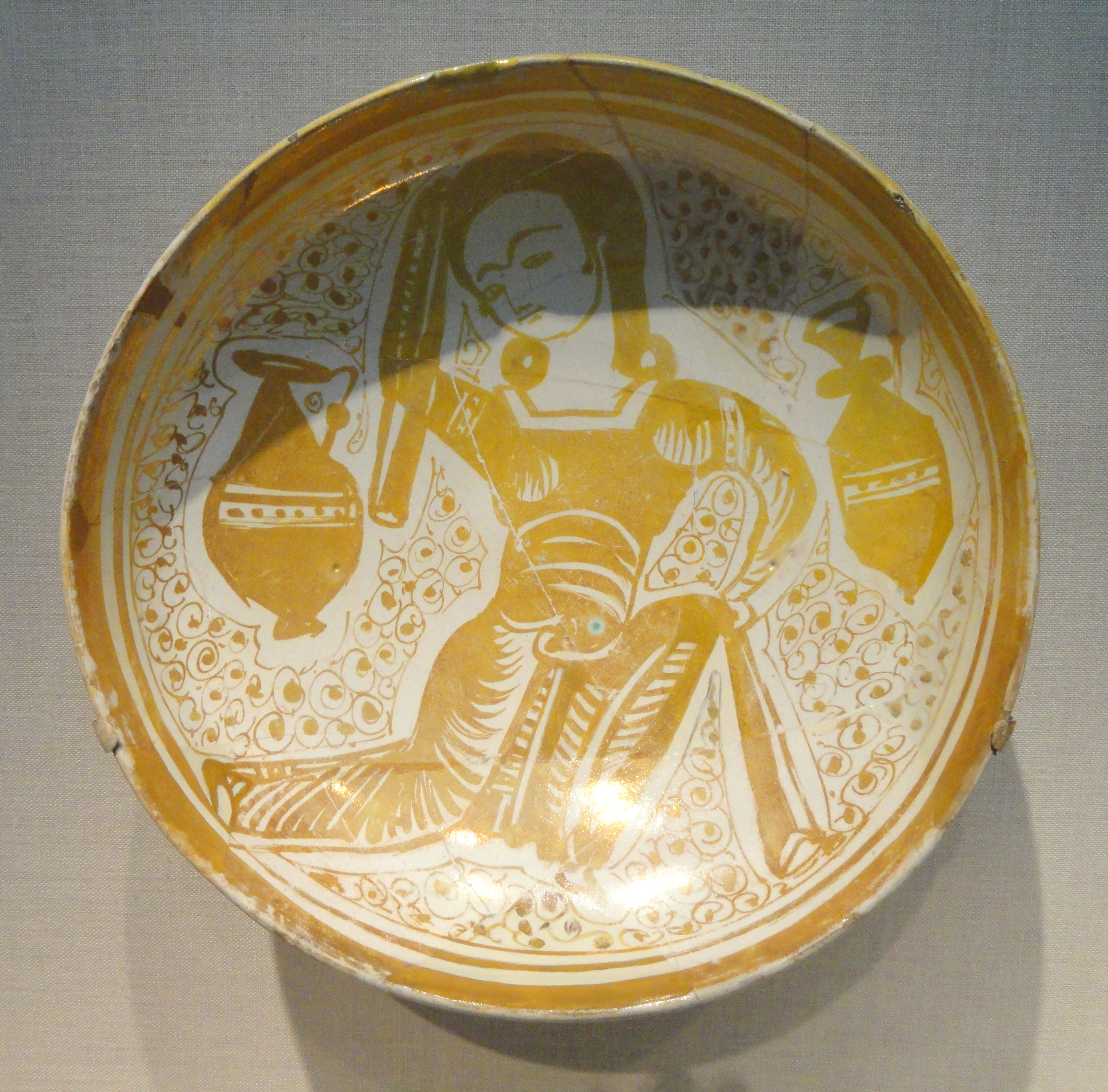
Femme de l'époque fatimide sur un bol (Freer Gallery of Art, terre cuite, xi).

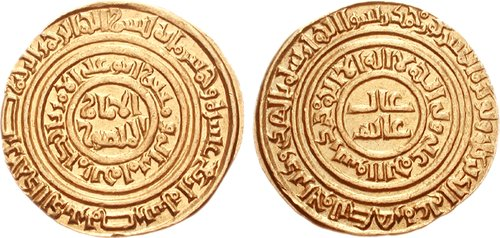
Dinar or frappé au Caire en l'an 514 AH (c. 1119-1120) sous le règne d'Al-Amir bi-Ahkam Allah (10e calife fatimide), contemporain de Wuḥsha al-Dallāla.